# Школа № 8 (Мелітополь)
Школа № 8 — середня школа в Мелітополі на Піщаному.

## Історія
Школа № 8 міста Мелітополя була заснована в селі Піщаному в 1898 році як церковно-парафіяльна школа при церкві Андрія Критського. До 1935 року школа залишалася початковою, а в березні 1935 року була перетворена на 7-річну. Вечорами школа працювала як вечірня, навчаючи грамоті дорослих.
У роки Німецько-радянської війни школа закривалася, і відкрилася знову 12 листопада 1943 року, відразу після звільнення Мелітополя.
З 1961 року школа стала 8-річною. Школа розташовувалась у трьох одноповерхових корпусах, один з яких знаходився на місці дитячого садка «Горобинка», а два інших поряд з теперішнім головним корпусом школи. Школа працювала у 2 зміни, крім того, існувала третя зміна для робочої молоді.
У 1953 році з метою «охоплення робітничої молоді навчанням у семирічних та середніх школах» міськвиконком ухвалив рішення відкрити школу робітничої молоді № 3 при середній школі № 8 «на селищі Піщане».
В 1976 був відкритий новий корпус школи, а школа стала 10-річною.
Шкільний спортивний зал перебував у незадовільному стані ще з 1970-х років. У 2001 році була спроба відремонтувати спортзал, але ремонт був проведений неякісно, і за кілька днів після завершення ремонту в залі обвалилася стеля. Тим часом уроки фізкультури у літню пору проходили на вулиці, а взимку — у шкільних коридорах. Ремонт спортзалу було завершено лише у 2010—2011 навчальному році.
| Рік       | Учнів | Класів | Вчителів |
| --------- | ----- | ------ | -------- |
| 1935      | 150   |        |          |
| 1943-1944 | 320   | 13     | 18       |
| 1950-1951 | 500   | 19     | 27       |
| 1957-1958 | 492   | 19     |          |
| 1961      | 595   | 19     | 31       |
| 1970-1971 | 492   | 16     | 26       |
| 2008-2009 | 610   | 22     | 43       |
| 2012-2013 | 511   | 20     |          |

## Досягнення
У складі збірної міста учні школи досягали успіху на обласних шахових турнірах. Учениця школи Катерина Зінченко була переможцем Всеукраїнської олімпіади з української мови та Всеукраїнського конкурсу-захисту наукових робіт Малої академії наук про творчість Гоголя.

## Директори
Директорами школи у різні роки були В. П. Жилов, М. М. Литовченко, М. Ю. Винокурова, М. Ю. Романов, С. Я. Сиродой. З 1999 директоркою була Світлана Пилипівна Голікова, а з 2014 — Олена Михайлівна Заменягре.